# Hyperbaena tonduzii
Hyperbaena tonduzii är en tvåhjärtbladig växtart som beskrevs av Friedrich Ludwig Diels. Hyperbaena tonduzii ingår i släktet Hyperbaena och familjen Menispermaceae. Inga underarter finns listade i Catalogue of Life.